# Aeolochroma spadicocampa
Aeolochroma spadicocampa är en fjärilsart som beskrevs av Louis Beethoven Prout 1917. Aeolochroma spadicocampa ingår i släktet Aeolochroma och familjen mätare. Inga underarter finns listade i Catalogue of Life.